# IC 4708
IC 4708 ist eine linsenförmige Galaxie vom Hubble-Typ S0/a? im Sternbild Draco am Nordsternhimmel. Sie ist schätzungsweise 377 Millionen Lichtjahre von der Milchstraße entfernt und hat einen Durchmesser von etwa 30.000 Lichtjahren.
Im selben Himmelsareal befinden sich u. a. die Galaxien NGC 6607, NGC 6608, NGC 6609, NGC 6617.
Das Objekt wurde am 11. September 1899 vom US-amerikanischen Astronomen Herbert Alonzo Howe entdeckt.